# Dianu
Dianu – wieś w Rumunii, w okręgu Vâlcea, w gminie Stroești. W 2011 roku liczyła 526 mieszkańców.